# 阮慶岳
阮慶岳（Roan, Ching-yueh，1957年6月26日—），中華民國台灣省屏東縣人，台灣小說家、建築師。
現任教於元智大學藝術與設計學系。寫作類型涵蓋小說、散文、建築論述。著有《林秀子一家》、《凱旋高歌》、《蒼人奔鹿》、《山徑躊躇》等書籍，而《林秀子一家》、《凱旋高歌》、《蒼人奔鹿》這三本合稱《東湖三部曲》，內容闡述東湖地區開設廟壇林秀子一家大大小小的故事。

## 學歷
- 淡江大學建築系畢業
- 美國賓夕法尼亞大學建築所碩士。

## 建築作品
其中同時也是策展人，主要策劃建築展覽。
臺灣
- 2006年策展《樂園重返：台灣的微型城市》。
- 代表臺灣參展威尼斯建築雙年展。

## 出版作品

### 小說專著
| 類型       | 年份                  | 書名       | 出版社            | ISBN                        |
| 短篇小說集 | 1992年8月             | 紙天使     | 漢藝色研          | 9789576222054               |
| 短篇小說集 | 1998年6月             | 曾滿足     | 臺灣商務印書館    | 9789570514711               |
| 短篇小說集 | 2002年8月             | 哭泣哭泣城 | 聯合文學          | 9789575223861               |
| 長篇小說   | 2002年12月 2006年11月 | 重見白橋   | 一方出版 麥田出版 | 9789572812327 9789861731759 |
| 長篇小說   | 2003年6月 2004年10月  | 林秀子一家 | 一方出版 麥田出版 | 9789867722133 9789867413420 |
| 長篇小說   | 2004年10月            | 凱旋高歌   | 麥田出版          | 9789867413437               |
| 長篇小說   | 2006年6月             | 蒼人奔鹿   | 麥田出版          | 9789861730523               |
| 長篇小說   | 2007年7月             | 秀雲       | 聯合文學          | 9789575227142               |
| 短篇小說集 | 2009年8月             | 愛是無名山 | 印刻出版          | 9789866377082               |
| 長篇小說   | 2016年4月             | 黃昏的故鄉 | 麥田出版          | 9789863443360               |
| 長篇小說   | 2018年1月             | 神秘女子   | 時報出版          | 9789571372587               |
| 長篇小說   | 2020年7月             | 山徑躊躇   | 聯合文學          | 9789863233497               |
| 長篇小說   | 2022年3月             | 一紙相思   | 聯合文學          | 9789863234425               |

### 散文專著
| 類型   | 年份                 | 書名                   | 出版社                | ISBN                        |
| 散文集 | 1998年8月            | 男人真好笑             | 紅色文化              | 9789577086525               |
| 散文集 | 1998年10月           | 出櫃空間--虛擬同志城   | 元尊文化              | 9789578286399               |
| 散文集 | 2004年5月            | 惚恍：廢墟．殘物．文學 | 木馬文化              | 9789867475077               |
| 散文集 | 2004年5月            | 一人漂流               | 印刻出版              | 9789867810892               |
| 散文集 | 2013年7月 2018年10月 | 聲音                   | 聯合文學 東方出版中心 | 9789863230502 9787547312872 |
| 散文集 | 2013年8月            | 開門見山色             | 麥田                  | 9789861739496               |
| 散文集 | 2018年8月            | 城愁                   | 聯合文學              | 9789863232759               |
| 散文集 | 2020年1月            | 散步去蒙田             | 九歌                  | 9789864502776               |

### 訪談輯錄
| 類型 | 年份       | 書名                                              | 作者                   | 出版社                       | ISBN          |
| 訪談 | 2012年11月 | 爛漫年代．西門町：她的美麗妖嬈，他們的青春回憶    |                        | 推守文化                     | 9789865883003 |
| 訪談 | 2015年10月 | 可見不可見｛in｝visible第十四屆中華民國傑出建築師 | 阮慶岳、孫德鴻、郭旭原 | 內政部營建署                 | 9789860461459 |
| 訪談 | 2021年12月 | 臺灣建築50年1971~2021                             |                        | 中華民國全國建築師公會雜誌社 | 9789579226493 |

### 編選文集
| 類型   | 年份      | 書名            | 出版社 | ISBN          |
| 小說集 | 2019年2月 | 九歌107年小說選 | 九歌   | 9789864502325 |

### 攝影集
| 類型       | 年份       | 書名                     | 作者                           | 出版社       | ISBN          |
| 散文攝影集 | 2009年9月  | 臉                       | 蔡明亮、阮慶岳、黃建宏、聞天祥 | 典藏藝術家庭 | 9789866833618 |
| 攝影       | 2014年10月 | 與：李國民空間攝影作品集 | 李國民、 阮慶岳                | 田園城市     | 9789866204821 |

### 有聲書
| 類型   | 年份      | 書名                 | 出版社     | ISBN |
| 有聲書 | 2021年8月 | 建築可以拯救世界嗎？ | 愛播聽書FM |      |

### 建築專著
| 年份                | 書名                                                     | 出版社                  | ISBN                        |
| 2001年4月           | 新人文建築─13人書寫台北空間新美學                        | 田園城市                | 9789570406177               |
| 2004年1月           | 城市漂流∶關於三個城市的十二個建築思考∶西雅圖 紐約 芝加哥 | 廣西師範大學出版社      | 7563344934                  |
| 2005年4月           | 開門見山色：文學與建築相問                               | 麥田出版                | 9789867252111               |
| 2006年4月           | 弱建築：從道德經看台灣當代建築                           | 田園城市                | 9789867705983               |
| 2006年9月           | 城市的甦醒                                               | 麥浩斯出版              | 9789866960062               |
| 2008年1月           | 建築師的關鍵字：東亞都市地景的30種閱讀術                 | 田園城市                | 9789867009319               |
| 2010年7月 2014年5月 | 下一個天際線：當代華人建築考                             | 田園城市 電子工業出版社 | 9789570406993 9787121230141 |
| 2012年7月           | 弱空間：從道德經看台灣當代建築                           | 田園城市                | 9789866204517               |
| 2014年10月          | 建築退化論：哲學·文學·社會                               | 同濟大學出版社          | 9787560853826               |

### 建築合著
| 年份       | 書名                                 | 作者                                       | 出版社       | ISBN          |
| 2003年9月  | 屋頂上的石斛蘭：關於建築與文化的對話 | 謝英俊、阮慶岳                             | 木馬文化     | 9789867897848 |
| 2007年3月  | 第二層皮膚：當代設計新肌體           | 艾倫．路頓、阮慶岳、許淑真、林志鴻、黃舒屏 | 典藏藝術家庭 | 9789868321106 |
| 2021年12月 | 建築的態度：戰後臺灣建築師群像       | 阮慶岳、王增榮                             | 田園城市     | 9786269527304 |

## 建築獎項
- 2015年，因其對建築文化的貢獻而榮獲中華民國「傑出建築師獎」。（該年度，孫德鴻、郭旭原亦同獲此殊榮）[1]

## 文學獎項
- 《凱旋高歌》獲得2004台北文學年金獎
- 《林秀子一家》入圍2009年英仕曼亞洲文學獎。

## 展覽記錄
- 與夏曼˙藍波安、里慕伊˙阿紀、陳又凌、甘耀明、蔡兆倫、巴代、高翊峰、蘇偉貞、臥斧、周見信、御我一起參加新加坡書展[2]

## YouTube
- YouTube上的剪一段文學光影：王文興、阮慶岳〈上〉【真理電台】[2012]
- YouTube上的剪一段文學光影：王文興、阮慶岳〈下〉【真理電台】[2012]